# Mind (czasopismo)
Mind – brytyjski kwartalnik filozoficzny, związany szczególnie z angielską szkoła analityczną, założony w 1876 roku przez George’a Croom Robertsona. W 1891 zaczęto wydawać New Series, gdy G. F. Stout stanął na czele komitetu redakcyjnego pisma.

## Redaktorzy naczelniNew Series
| 1891 – 1920    | George Frederic Stout |
| 1921 – 1947    | George Edward Moore   |
| 1947 – 1972    | Gilbert Ryle          |
| 1972 – 1984    | David Hamlyn          |
| 1984 – 1990    | Simon Blackburn       |
| 1990 – 2000    | Mark Sainsbury        |
| 2000 – 2005    | Mike Martin           |
| 2005 – obecnie | Thomas Baldwin        |